# انتقال الموسيقى الآلية من عصر النهضة إلى العصر الباروكي
ظهرت العديد من الانتقالات الواضحة في طرق التفكير حول كتابة وأداء الموسيقى، في القرن السابع عشر في أوروبا. تُعد هذه التغيرات ثورية وتطورية إلى حد ما، وحرضتها مجموعة من المثقفين في فلورنسا، عُرفوا باسم كاميراتا فلورنسا، ويمكن العثور على أسلاف الأسلوب الباروكي الجديد في عصر النهضة، وبُنيت هذه الأشكال والخبرات الموجودة ببساطة. انبثق هذا التحول من المراكز الثقافية في شمال إيطاليا، ثم توسع وانتشر إلى روما وفرنسا وألمانيا وإسبانيا، وأخيرًا إلى إنجلترا. يمكن ملاحظة هذه الانتقالات في الآلات الموسيقية على أربعة نطاقات مختلفة، هي الكتابة الإصلاحية، والتركيب، واستخدام الآلات، والتوزيع الأوركسترالي.

## الآلات
تُعد الآلات هي التميز الرئيسي بين الآلات الموسيقية في عصر النهضة والعصر الباروكي، أي الطرق التي تُستخدَم بها الآلات في عمل معين. ترتبط فكرة الكتابات الإصلاحية ارتباطًا وثيقًا بهذا المفهوم، إذ لم يدرك الملحنون القدرات الإصلاحية لهذه الآلات، فلم يستطيعوا تحديد الآلات التي يحتاجون إليها.

### الآلات المحددة
وفقًا لديفيد شولينبرغ، لم يحدد ملحنو عصر النهضة أي أداة قد تؤدي جزءًا محددًا في مساحة معينة، كل جزء قادر على تشغيل أي أداة يشمل نطاقها ذلك الجزء. لم يكونوا مهتمين بالأصوات الموسيقية الفردية ولا مدركين لقدرات الآلات الإصلاحية. إن مفهوم الكتابة الرباعية لساكبوت أو السداسية للراكتس يُعد مفهومًا غريبًا لملحني عصر النهضة. قد يستنتج الشخص أن بير سي الخاصة بالآلات الموسيقية كُتبت في عصر النهضة، مع مجموعة كبيرة من الآلات المتكونة من موسيقى صوتية مستعارة.
حدد هاورد براون ست فئات من الآلات الموسيقية المحددة في القرن السادس عشر، واعترف بأهمية الألحان الصوتية للآلات في عصر النهضة، وهي:
1. عزف الموسيقى الصوتية على الآلات.
2. إعداد الألحان السابقة مثل التراتيل والالحان المشهورة.
3. التشكيلات المختلفة.
4. رايزركارس والفانتازيا والكانزون.
5. المقدمات الموسيقية والتمهيدية والتوكاتس.
6. موسيقى الأصوات الفردية والعود.[2]

في حين يمكن أداء الثلاث الأولى بسهولة، فإن الثلاث الأخيرة ذات دور فعال في طبيعتها، ويشير ذلك إلى أنه حتى في القرن السادس عشر، كان الملحنون يكتبون بقدرات آلية محددة مقابل الصوت. أشار براون في خلاف مع لا مبالاة الملحنون بالآلات الموسيقية، إلى أنه في عام 1533 حدد بير أتيجنانت بعض الترتيبات الصوتية كونها ملائمةً أكثر لمجموعات معينة من الآلات مقارنةً بسواها. ويُعد جيوفاني دي باردي إضافةً لمجموعة من علماء وفنانين بارزين في ثمانينيات القرن الخامس عشر، التي عُرفت باسم كاميراتا فلورنسا، وأدرك التأثيرات الزمنية لمختلف الآلات بوضوح، وعد الآلات المختلفة ملائمةً للتعبير عن حالات معينة.

### الكتابة الإصلاحية
ارتُجلت الميزات الموسيقية في ظل غياب الكتابة الإصلاحية في القرن السادس عشر. نبعت الكتابة الإصلاحية من زخرفة رائعة على الخط الصوتي، فأصبح هذا العزف أكثر تعبيرًا عن الآلة من الصوت.
في أوائل العصر الباروكي، اندمجت الألحان الارتجالية في عصر النهضة في التراكيب إيماءاتٍ لحنية معيارية. ومع تركيز العصر الباروكي على العازف فردًا بارعًا، فإن مدى النغمات والتقنيات المميزة وُجدت في الارتجال البارع، وكذلك العلامات الديناميكية الأولى التي كُتبت معيارًا مرتقبًا. إن بعض الأنواع الموسيقية المذكورة، مثل المقدمة الموسيقية وتوكاتا والترتيل، كانت ارتجالية في بادئ الأمر. وفي أوائل القرن السادس عشر، كانت هذه الأنواع الموسيقية وسيلةً إصلاحية لا تتكيف مع الأصوات، لأنها لم تكن مؤلفة من تعدد صوتي ثابت.
كانت تأثيرات الموسيقة الإصلاحية موجودةً في أداء عصر النهضة. كذلك لم يجدوا طريقتهم في الكتابة في أوائل العصر الباروكي، عندما بدأ الملحنون بتحديد الآلات المرغوبة، لا سيما كلاوديو مونتيفيردي في طبقات الأوبرا.[بحاجة لمصدر]

## التركيب
من الميزات الأخرى التي تميز كتابة عصر النهضة عن الكتابة الباروكية: التركيب، والانتقال من الطباق متعدد الاصوات إلى القصيدية المونودية وقطبية الباس الثلاثية. في هذا النمط الجديد من الكتابة، أصبح اللحن الفردي وخط الباسو من الخطوط المهمة، إضافةً إلى ملء الاصوات الداخلية بالإيقاع.
كان تطبيق هذا المبدأ في الكتابة الآلية امتدادًا لقوة التغير في الكتابة الصوتية النابعة من كاميراتا فلورنسا ورئيسهم جايفوني دي باردي، الذي سعى إلى تغيير طريقة الكتابة الموسيقية، وتبنى هدفًا شاملًا لموسيقى عصر النهضة. في رسالة إلى جيليو كاتشيني الملحن وعضو كاميراتا فلورنسا عام 1580، انتقد باردي حجم النقطة المقابلة للنص في الإعدادات الصوتية، ودعا إلى العودة إلى الموسيقى الإغريقية القديمة، لاعتقاده أنها مكونة من لحن فردي، ما يسمح بالتعبير المباشر الواضح للنص، قال كوتشيني: «اجعل هدفك الرئيسي ترتيب القصيدة جيدًا، واستنباط الكلمات المفهومة قدر المستطاع». وفي حين تتعامل رسالة باردي مع الموسيقى الصوتية، فإن مبدأ اللحن الفردي انتقل بسهوله إلى عالم الآلات. يتجلى ذلك في تزايد السوناتات الآلية غير المعروفة، التي بدأت بعد فترة قصيرة من كاتشيني لي نوفي عام 1601.
لم يقتصر ازدهار الآلات الموسيقية على الموسيقى الصوتية، واعتمد على تدريب الأداء للمدرجات المصممة ذات الصوت الواحد، التي تغني خط الترتيل، في حين عزف الآخرون بواسطة الآلات أو بواسطة اللوحات الفردية. ومن ثم فإن جميع الأصوات لا تزال متساوية نظريًا في هذه التراكيب المجسمة، لكن المستمع باستطاعته أن يسمع صوتًا واحدًا بوصفه لحنًا فرديًا والأخرى موسيقى ثانوية.
إن الأنواع الموسيقية التي ظهرت في أواخر القرن السادس عشر وأوائل القرن السابع عشر خاصةً آلة السوناتا، كشفت عن تحول في طرق التفكير حول التركيب والأداء من تعاون متساو إلى عازف منفرد. وقد تطورت معظم الأعمال الصوتية والعود في منتصف القرن السادس عشر على هذا النحو. في مملكة أيرس الإنكليزية مثلًا، فكر الملحنون مثل جون دولاند وأدريان لي روي في اللحن الثنائي ولحن الباسو، الذي لا يمتلئ بالألحان بل بأوتار مصممة بتأثيرات إيقاعية.

## استخدام الآلات وعلم الجمال
الاختلاف الثالث البارز بين موسيقى عصر النهضة وموسيقى العصر الباروكي يكمن في تفضيل الآلات الموسيقية واستخدامها في الأداء. ويرتبط هذا ارتباطًا وثيقًا بتحول كبير في الموسيقى الجمالية، الذي انبثق مرةً أخرى من كاميرتا فلورنسا. أشاد فينسينزو جاليلي بالموسيقى الإغريقية، لاعتقاده أن موسيقاهم لها تأثيرات رائعة في المستمعين، في حين لم يعرف الملحنون المعاصرون كيفية التعبير عن المفاهيم العقلية، أو كيفية تحقيق أكبر تأثير ممكن في فكر المستمعين. إن فكرة انتقال الموسيقى وإثارة إعجاب المستمعين وكذلك إثارة بعض الحالات العاطفية تدل على تغير الفكر الموسيقي. سار هذا جنبًا إلى جنب مع الأصوات، بانتقال الأصوات المتعددة إلى الأصوات الفردية كما أسلفنا، أما الآلات الثنائية والفردية فلم تكن آلة لحنية فحسب، بل كانت قادرة على إثارة إعجاب المستمعين بفعالية كبيرة.
أدى ذلك إلى تغير في أنواع الآلات التي فضلها الملحنون، أما آلات عصر النهضة، فكانت محدودة في سلسلة النغمات وصُممت للعزف ضمن مجوعة من الآلات والنطاق الديناميكي. لم تكن مجموعة الآلات الكاملة مثل الراكتس والشوامس مناسبة لنقل لحن فردي بطريقة تعبيرية، لأنها لم تكن قادرة على تحقيق التباين الديناميكي، وقدمها الطاقم الرئيسي بطريقة مميزة. واستُبعدت جميع الآلات الضعيفة، حتى أن المجموعة الوترية ومجموعة الكمان استُبدل بها آلات جديدة. استمرت كتابة العود والفيولا في الموسيقى الثانوية، لكنها لم يتمكنا من منافسة الكمان في الحجم. واستُبدل بالشوامس المزمار رقيق الصوت، واستطاع تحقيق فوارق ديناميكية بسيطة. بقيت الكورنيت في أوائل القرن السابع عشر آلةً فردية، وأصبحت عضوًا في السوبرانو في فصيلة الساكيت، ووُجدت مجموعة هائلة من الآلات التي تنافس الكمان، لكنها اندثرت في النهاية. ومع ذلك، لم يندثر استخدام آلات عصر النهضة سريعًا، إذ تشير بعض المراجع المعاصرة إلى استمرار هذه الآلات في الموسيقى العسكرية طوال القرنين السابع عشر والثامن عشر.
قد يُلاحظ في العصر الباروكي تفضيل الآلات القادرة على تنفيذ خط اللحن بمفردها، إذ كانت قادرة على الحصول على تشكيلية ديناميكية، وقدمت نفسها للعرض المبتكر والتعبير العاطفي، إذ لم تُصمم أي أداة من عصر النهضة لتحقيق ذلك. أهملت الآلات ذات النغمات المنخفضة والآلات الثقيلة وتلك التي ليس لديها تنوع ديناميكي. وكان لسيادة اللحن في الفكر الباروكي نتائج واسعة النطاق في الخيارات الآلية التي قدمها الملحنون.

## التوزيع الأوركسترالي
يتضح الاختلاف بين نمط عصر النهضة والعصر الباروكي في التوزيع الأوركسترالي، أو في تجمع الآلات. كما ذكرنا، فإن آلات القرن السادس عشر اندمجت مع الآلات أخرى ومع فرق موسيقية وصوتية تسمى بالأقران. صُممت جميع الآلات وبنيت بهذه الطريقة عدا لوحة المفاتيح والعود، من الراكتس والمسجلات والساكبتس والكرومورن حتى الفيولا. وفي غضون قرن، بقيت الأقران الصغيرة المدمجة معيارًا على عكس بقية الآلات.
وبصرف النظر عن نوع الفرقة، ساد التركيب المتنوع في أعمال هذه الفرق، وامتلك كل عضو في الفرقة جزءًا مميزًا في التركيب الموسيقي الذي يعزفه من البداية إلى النهاية. في أواخر القرن السادس عشر، وضع أندري وجوفاني جابيرلي في كنيسة سان ماركو في البندقية مجموعة من المؤدين في مواقع معاكسة حول المناطق الداخلية للكنيسة، ما عُرف باسم كوري سبيزاتي.
سمح هذا النوع من الموسيقى بتأثيرات درامية، مع تحول في الحجم والتعبير والحواس الصوتية والتركيب، ولم تكن جميع الفرق بنفس الحجم، وتكونت من مجموعات مختلفة من الآلات والأصوات. ومع إضافة لحن الباسو المستمر في أوائل القرن السابع عشر، تطور أسلوب الكونسيرتاتو وضم مجموعات كبيرة، واختيرت مجموعات أخرى صغيرة لعزف المقاطع الموسيقية بأنماط مختلفة، أو لتأديتها بطرق مختلفة في آن واحد. ومن ثم قد يكون مقطع موسيقي منفردًا والمجموعة التالية في تعدد الأصوات المقلدة، ثم تليها أداة محددة أو نحو ذلك. قد تطلق الجوقة نصًا متكاملًا ويُعزف الكمان في نفس الوقت بأسلوب مختلف، بقدرات صوتية مختلفة، في موقع مختلف من الكنيسة، وتؤدى جميعًا على لحن الباسو. انتشر ستيل كونسرتاتو إلى جميع أنحاء أوروبا، وساد خصوصًا في إيطاليا وألمانيا، وشكل فيما بعد أساس الكونسيرتو الباروكي، وكونسيرتو كراسو، وكانتاتا الألمانية.